# 폴 체임버스
폴 체임버스(Paul Chambers, 1935년 4월 22일 ~ 1969년 1월 4일)는 미국의 재즈 더블 베이스 연주자였다. 1950년대와 1960년대의 섹션 고정, 재즈 베이스의 개발에서 그의 중요성은 이 짧은 기간에 그의 작품의 길이와 폭뿐만 아니라 완벽한 시간과 억양, 그리고 즉흥적인 동작으로 측정될 수 있다. 그는 활을 사용하는(bowed) 솔로 연주로도 잘 알려져 있다.

## 생애
폴 체임버스는 1935년 4월 22일 펜실베이니아주 피츠버그에서 폴 로런스 체임버스와 마가렛 에코스 사이에서 태어났다. 그는 미시간주 디트로이트에서 그의 어머니의 죽음에 뒤이어 자라났다. 그는 몇몇 학교 친구들과 음악을 연주하기 시작했다. 바리톤 호른이 그의 첫번째 악기였다.

## 음반 목록
- Chambers' Music (1956)
- Whims Of Chambers (1956)
- Paul Chambers Quintet (1957)
- Bass on Top (1957)
- High Step (1956)
- We Three (1958)
- 1st Bassman (1960)